# Thundorf, Bad Kissingen
Thundorf é um município da Alemanha, no distrito de Bad Kissingen, na região administrativa da Baixa Francónia, no estado da Baviera.